# Songkhla (1937)
Songkhla (taj.: สงขลา) – syjamski torpedowiec z lat 30. XX wieku i okresu II wojny światowej, dziewiąta zamówiona jednostka typu Trat. Okręt został zwodowany 10 lutego 1937 roku we włoskiej stoczni Cantieri Riuniti dell’Adriatico w Monfalcone, a do służby w Królewskiej Marynarce Wojennej Syjamu wszedł 21 marca tego roku. Jednostka uczestniczyła w wojnie francusko-tajlandzkiej i 17 stycznia 1941 roku została zatopiona w bitwie pod Ko Chang.

## Projekt i budowa
„Songkhla” był ostatnim z drugiej serii siedmiu torpedowców typu Trat, zamówionych przez Syjam we włoskiej stoczni Cantieri Riuniti dell’Adriatico (CRDA) w Monfalcone w lipcu 1935 roku. Łączna wartość kontraktu opiewała na 3 900 000 bahtów (ok. 350 000 £). Projekt jednostek był oparty na konstrukcji austro-węgierskich pełnomorskich torpedowców typu Tb 98 M z okresu I wojny światowej, które zostały zbudowane w tej stoczni (ówcześnie znanej pod nazwą Cantieri Navale Triestino). W porównaniu do swych protoplastów sprzed 20 lat nowe okręty miały większe wymiary i nowocześniejszą sylwetkę, a także część rozwiązań konstrukcyjnych zaczerpniętych z nowocześniejszych włoskich torpedowców typów Orsa i Spica. Na okrętach zamontowano uzbrojenie produkcji brytyjskiej firmy Vickers-Armstrong.
Stępkę torpedowca położono 22 sierpnia 1936 roku, został zwodowany 10 lutego 1937 roku i ukończony 9 kwietnia tego roku (numer budowy 1153). W dniu 21 marca 1937 roku w Monfalcone okręt uroczyście przyjęto w skład Królewskiej Marynarki Wojennej. Jednostka otrzymała nazwę nadmorskiej prowincji i numer 33.

## Dane taktyczno-techniczne
Okręt był małym torpedowcem, z klasycznym dla okrętów tej klasy wyglądem: uskokiem pokładu na 1/3 długości kadłuba, piętrową nadbudówką i pojedynczym kominem. Długość całkowita wynosiła 68 metrów (67 metrów na konstrukcyjnej linii wodnej), maksymalna szerokość 6,45 metra (6,35 metra na owrężu) i średnie zanurzenie 2,15 metra (maksymalne 2,8 metra). Wyporność standardowa wynosiła 318 ton, konstrukcyjna 363 tony, a pełna 470 ton. Okręt napędzany był przez dwa zestawy turbin parowych systemu Parsonsa o łącznej mocy 8800 koni mechanicznych (KM), do których parę dostarczały dwa kotły Yarrow. Prędkość maksymalna napędzanej dwiema śrubami jednostki wynosiła 31 węzłów. Okręt zabierał 102 tony mazutu, co pozwalało osiągnąć zasięg wynoszący 870 Mm przy prędkości maksymalnej, 1700 Mm przy 15 węzłach i 3500 Mm przy prędkości ekonomicznej 12 węzłów. Autonomiczność okrętu wynosiła 3-4 doby.
Okręt wyposażony był w sześć wyrzutni torped kalibru 450 mm (18 cali) – dwa podwójne aparaty na śródokręciu oraz dwie pojedyncze na każdej z burt, na wysokości nadbudówki. Torpedy Mark XI miały masę 680 kg (w tym głowica bojowa 211 kg), maksymalną prędkość 40 węzłów i zasięg wynoszący 1370 metrów przy prędkości maksymalnej i 3660 m przy 25 węzłach. Uzbrojenie artyleryjskie stanowiły trzy pojedyncze działa uniwersalne kalibru 76 mm (3 cale) QF 20 cwt L/50 (umieszczone na pokładzie dziobowym, na platformie na śródokręciu i na rufie). Masa działa z podstawą wynosiła 3 tony, masa zespolonego naboju 7,3 kg, kąt podniesienia lufy od -10 do +90°, prędkość wylotowa pocisku 750 m/s, donośność maksymalna 9000 metrów (efektywna 5000 metrów), a szybkostrzelność 18 strz./min. Broń małokalibrową stanowiły dwa pojedyncze działka automatyczne Oerlikon kal. 20 mm L/70, umieszczone ponad wyrzutniami torpedowymi na śródokręciu. Masa działka bez podstawy wynosiła 68 kg, masa scalonego naboju 86 g, kąt podniesienia lufy od -15 do +90°, prędkość wylotowa pocisku 840 m/s, donośność maksymalna 4400 metrów przy kącie podniesienia 45° (efektywna 915 metrów), a szybkostrzelność efektywna 300 strz./min. Dodatkowo na okręcie zamontowano cztery pojedyncze karabiny maszynowe kal. 8 mm L/80.
Załoga okrętu składała się początkowo z 8 oficerów oraz 62 podoficerów i marynarzy.

## Służba
„Songkhla” wraz z sześcioma bliźniaczymi jednostkami opuścił Włochy w połowie kwietnia 1937 roku i przybył do Bangkoku na przełomie maja i czerwca. 5 października 1938 roku dokonano ponownej uroczystej ceremonii wcielenia okrętu do służby. Torpedowiec wchodził w skład 3. Dywizjonu 1. Flotylli (wraz z „Chonburi” i „Rayong”), a jego dowódcą był kmdr ppor. Chan Singhachan. Po rozpoczęciu wojny francusko-tajlandzkiej w grudniu 1940 roku oba dywizjony 1. Flotylli zostały skierowane w rejon archipelagu Ko Chang, w celu ochrony przewidywanego rejonu działań wojennych. 17 stycznia 1941 roku 3. Dywizjon kotwiczył nieopodal wyspy Ko Chang i został zaskoczony około 6.15 rano przez okręty francuskiej 7. Grupy Specjalnej. Wywiązała się bitwa, w wyniku której unieruchomiony „Songkhla” został ostrzelany z odległości 5000 metrów przez awiza „Dumont d’Urville” i „Amiral Charner”. O 6.48 z uszkodzonego okrętu rozpoczęto ewakuację załogi, a o 6.53 przewrócił się i zatonął (dwie minuty później jego los podzielił bliźniaczy torpedowiec „Chonburi”). Według oficjalnych danych na okręcie poniosło śmierć 14 marynarzy.